# Amir Coffey
Amir Coffey, né le 17 juin 1997 à Hopkins dans le Minnesota, est un joueur de basket-ball américain évoluant aux postes d'arrière et ailier. Il mesure 2,01 m.

## Biographie
Bien que non drafté, il signe le 9 juillet 2019 avec les Clippers de Los Angeles un contrat two-way de deux saisons.

## Statistiques

### Universitaires
Les statistiques en matchs universitaires d'Amir Coffey sont les suivantes :
| Saison    | Équipe    | Matchs | Titul. | Min./m | % Tir | % 3pts | % LF | Rbds/m. | Pass/m. | Int/m. | Ctr/m. | Pts/m. |
| --------- | --------- | ------ | ------ | ------ | ----- | ------ | ---- | ------- | ------- | ------ | ------ | ------ |
| 2016-2017 | Minnesota | 33     | 33     | 33,2   | 44,9  | 33,7   | 75,3 | 3,85    | 3,09    | 1,06   | 0,15   | 12,24  |
| 2017-2018 | Minnesota | 18     | 18     | 31,6   | 47,5  | 36,8   | 68,7 | 4,06    | 3,33    | 0,72   | 0,28   | 14,00  |
| 2018-2019 | Minnesota | 36     | 35     | 35,2   | 43,6  | 30,4   | 74,0 | 3,64    | 3,19    | 0,92   | 0,22   | 16,64  |
| Total     | Total     | 87     | 86     | 33,7   | 44,8  | 32,8   | 73,4 | 3,80    | 3,18    | 0,93   | 0,21   | 14,43  |

### Professionnelles

#### Saison régulière
| Saison    | Équipe        | Matchs | Titul. | Min./m | % Tir | % 3pts | % LF | Rbds/m. | Pass/m. | Int/m. | Ctr/m. | Pts/m. |
| --------- | ------------- | ------ | ------ | ------ | ----- | ------ | ---- | ------- | ------- | ------ | ------ | ------ |
| 2019-2020 | L.A. Clippers | 18     | 1      | 8,8    | 42,6  | 31,6   | 54,5 | 0,90    | 0,80    | 0,30   | 0,10   | 3,20   |
| 2020-2021 | L.A. Clippers | 44     | 1      | 9,0    | 43,7  | 41,1   | 71,1 | 1,00    | 0,50    | 0,20   | 0,00   | 3,20   |
| 2021-2022 | L.A. Clippers | 69     | 30     | 22,7   | 45,3  | 37,8   | 86,3 | 2,90    | 1,80    | 0,60   | 0,20   | 9,00   |
| Total     | Total         | 131    | 32     | 16,2   | 44,8  | 38,0   | 80,7 | 2,00    | 1,20    | 0,40   | 0,10   | 6,20   |

#### Playoffs
| Saison | Équipe        | Matchs | Titul. | Min./m | % Tir | % 3pts | % LF  | Rbds/m. | Pass/m. | Int/m. | Ctr/m. | Pts/m. |
| ------ | ------------- | ------ | ------ | ------ | ----- | ------ | ----- | ------- | ------- | ------ | ------ | ------ |
| 2020   | L.A. Clippers | 3      | 0      | 2,3    | 0,0   | 0,0    | 100,0 | 0,00    | 1,30    | 0,30   | 0,00   | 0,70   |
| 2021   | L.A. Clippers | 10     | 0      | 1,6    | 75,0  | 100,0  | 0,0   | 0,20    | 0,10    | 0,10   | 0,00   | 0,70   |
| Total  | Total         | 13     | 0      | 1,8    | 42,9  | 50,0   | 66,7  | 0,20    | 0,40    | 0,20   | 0,00   | 0,70   |